# Actophilornis
Actophilornis è un genere di uccelli della famiglia Jacanidae, a cui appartengono 2 specie che vivono in Africa.

## Tassonomia
Il genere Actophilornis comprende le seguenti specie:
- Actophilornis africanus (J.F.Gmelin, 1789) - jacana africana
- Actophilornis albinucha (I.Geoffroy Saint-Hilaire, 1832) - jacana del Madagascar